# Bernhard Haas
Bernhard Haas (* 1964) ist ein deutscher Organist, Hochschullehrer und Musiktheoretiker.

## Leben
Haas studierte Orgel, Klavier, Cembalo, Kirchenmusik, Komposition und Musiktheorie an den Musikhochschulen in Köln, Freiburg und Wien. Er gewann zahlreiche Preise bei internationalen Orgelwettbewerben, so etwa beim Bach-Wettbewerb in Wiesbaden 1983 und beim Liszt-Wettbewerb in Budapest 1988.
Von 1989 bis 1995 lehrte er Orgel und Orgelimprovisation an der Musikhochschule in Saarbrücken. 1994 trat er eine Professur für Orgel an der Staatlichen Hochschule für Musik und Darstellende Kunst in Stuttgart an. Zum Studienjahr 2012/2013 wechselte er an die Hochschule für Musik und Theater München und trat dort die Nachfolge von Edgar Krapp an.
Konzertreisen und Rundfunkaufnahmen führten ihn neben Europa auch in die Vereinigten Staaten und nach Japan. Seine Hauptinteressen sind die Musik des 17. Jahrhunderts, Johann Sebastian Bach, Wolfgang Amadeus Mozart, das 19. Jahrhundert und zeitgenössische Musik. Er veröffentlichte außerdem CD-Aufnahmen  mit Orgelwerken von Franz Liszt, Max Reger, Igor Stravinsky, Brian Ferneyhough, Morton Feldman und Iannis Xenakis.
Als Musiktheoretiker schrieb er ein Buch über Die neue Tonalität von Schubert bis Webern. Hören und Analysieren nach Albert Simon sowie zusammen mit Veronica Diederen Die zweistimmigen Inventionen von J. S. Bach.

## Schriften
- Die neue Tonalität von Schubert bis Webern: Hören und Analysieren nach Albert Simon. Wilhelmshaven: Noetzel 2004, ISBN 978-3-7959-0834-8
- Die zweistimmigen Inventionen von Johann Sebastian Bach: neue musikalische Theorien und Perspektiven. Zusammen mit Veronica Diederen. Hildesheim: Olms Verlag 2008, ISBN 978-3-487-13654-7

## Diskografie (Auswahl)
- Liszt und Stravinsky in Bearbeitungen für Orgel (Franz Liszt: Sonate für Klavier h-Moll, S. 178; Igor Strawinsky: Le Sacre du Printemps. Transkriptionen von Bernhard Haas). Aufgenommen 1993 an der Kleuker-Steinmeyer-Orgel der Tonhalle Zürich (Schweiz). Audite 20.009. 1 CD.

- Max Reger: Variationen und Fuge op. 73; Introduktion, Passacaglia und Fuge, op. 127. Aufgenommen 1996 an der Rieger-Orgel des Konzerthauses Wien (Österreich). Audite 20.020. 1 CD.

- Max Reger: Organ Works Volume 1 (Zehn Stücke op. 69; Präludien und Fugen op. 85 Nr. 1–3). Aufgenommen 1997 an der Link-Orgel der Evangelischen Kirche zu Giengen an der Brenz (Deutschland). Naxos 8.553926. 1 CD.

- Ferneyhough, Feldman, Scelsi, Xenakis: Die Orgelwerke (Brian Ferneyhough: Sieben Sterne; Morton Feldman: Principal Sound; Giacinto Scelsi: In nomine Lucis; Iannis Xenakis: Gmeoorh). Aufgenommen 2007 an der Rieger-Orgel des Domes zu Essen (Deutschland). Edition Zeitklang 35033. 1 CD.